# 위고 건켈 루어

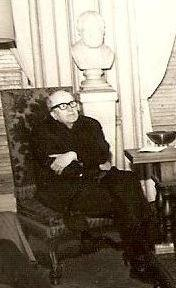
위고 건켈 루어

위고 건켈 루어(스페인어: Hugo Gunckel Lüer, 1901년 8월 10일 ~ 1997년 7월 17일 산티아고)은 칠레의 약사, 식물학자이자 대학 교수이다. 건켈(Gunckel)은 위고 건켈에 상응하는 ICBN 저자 표기이다.

## 생애
건켈은 발디비아에서 태어났다. 그의 일차, 이차적 연구는 Colegio Alemán 와 Hombres 학회에서 이루어졌고, 또 1921년에는 콘셉시온 대학교에서 약학 학위를 땄다.
그는 96세의 나이로 산티아고에서 죽었다.